# Обернфельд
Обернфельд (нім. Obernfeld) — громада в Німеччині, розташована в землі Нижня Саксонія. Входить до складу району Геттінген. Складова частина об'єднання громад Гібольдегаузен.
Площа — 10,72 км2. Населення становить 940 ос. (станом на 31 грудня 2021).

## Галерея

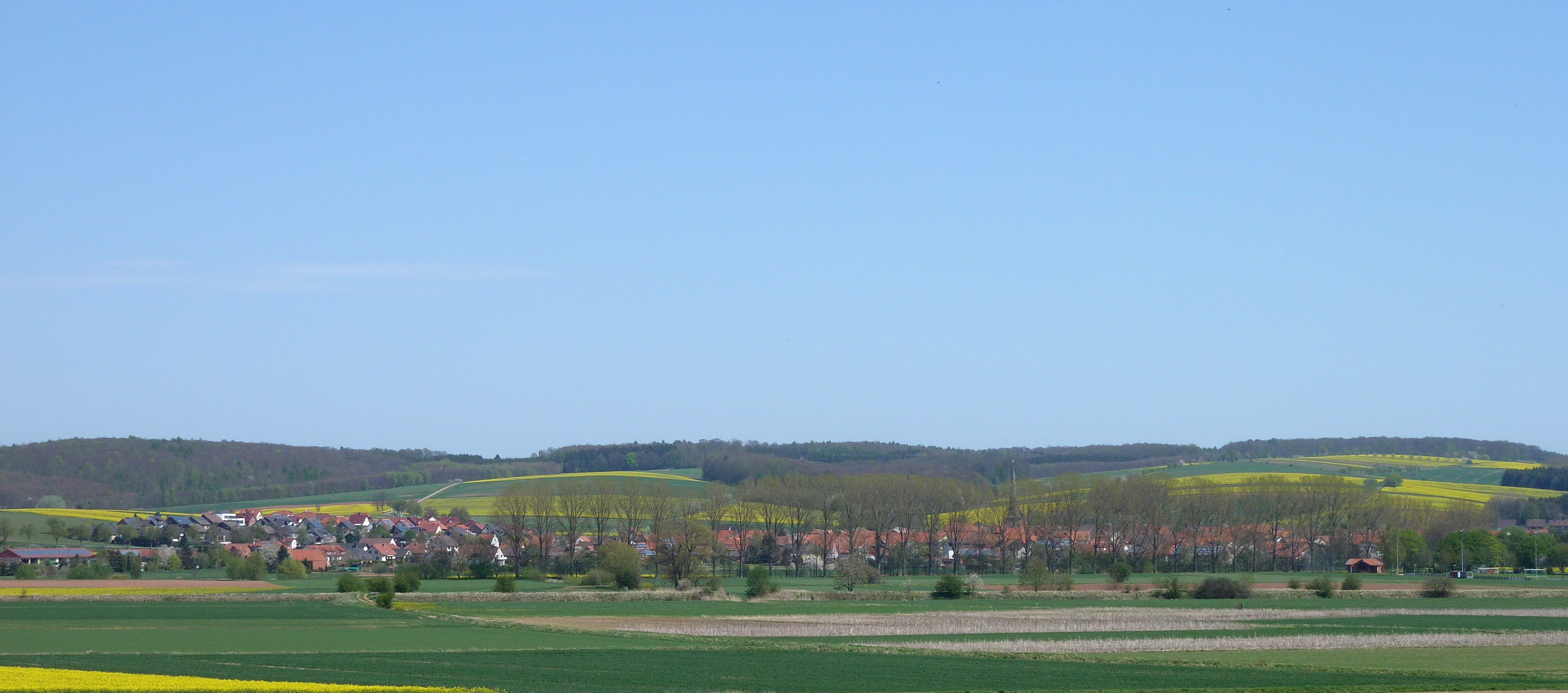
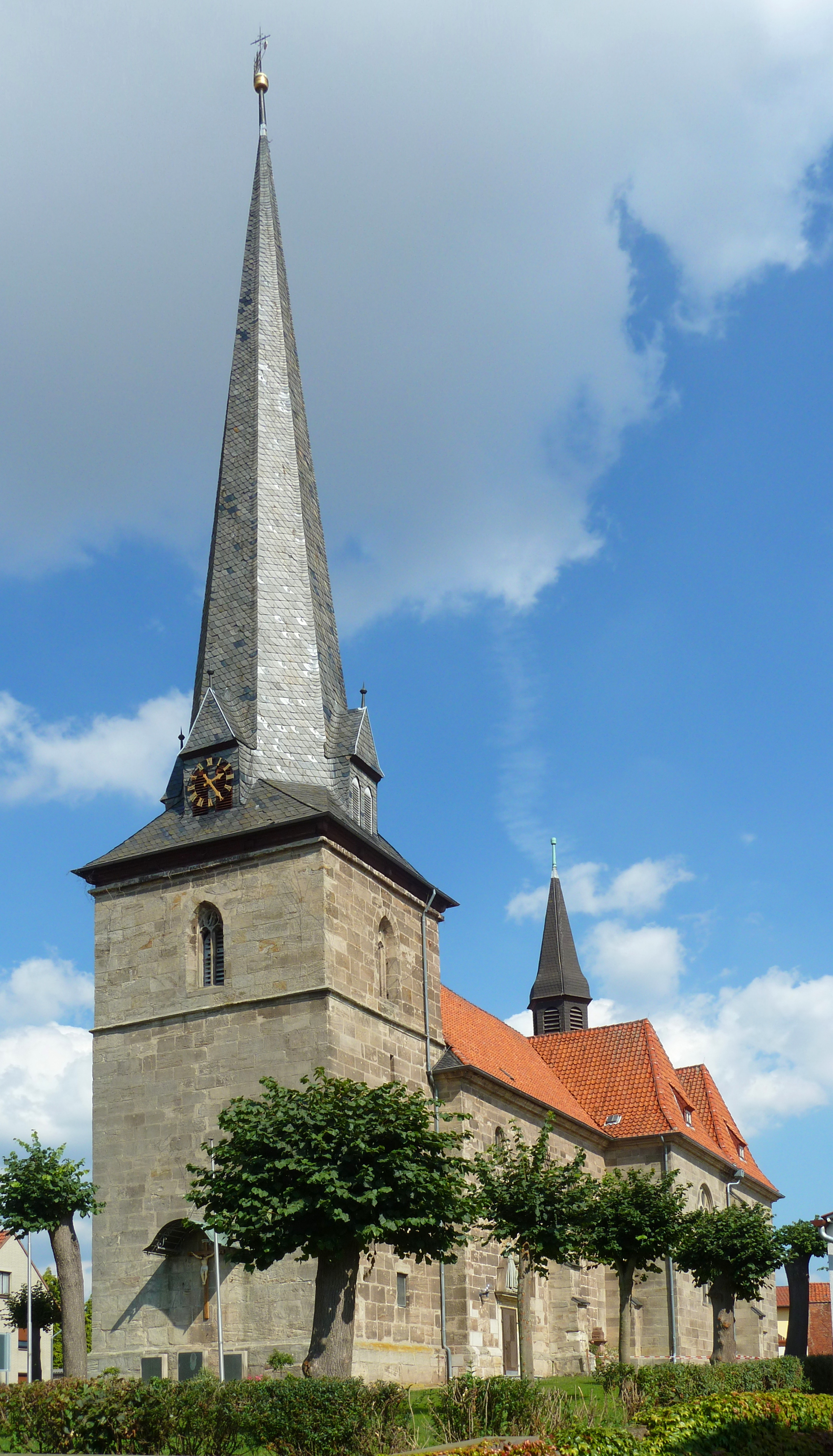